# Алкиона (плеяда)
Алкио́на (др.-греч. Ἁλκυώνη, от Ἁλκυών — «зимородок»; позднелат. Alcyone) — в древнегреческой мифологии одна из плеяд, дочь Атланта и Плейоны.
Возлюбленная Посейдона, родившая от него дочь Этусу (мать Элевтера от Аполлона) и двух сыновей, Гириея (знаменитого своим богатством беотийского царя) и Гиперенора (либо только Гириея). По другим авторам, родила Посейдону Гиперета и Антаса. Её похищение изображено на троне в Амиклах.
Согласно Гигину, родила Посейдону некоего Эфокея. По другой версии, жена Гириея, мать Кринака.